# Чемпионат мира по биатлону 1988
5-й чемпионат мира по биатлону среди женщин прошёл во Франции, в Шамони в 1988 году. В 1988 году среди мужчин чемпионат мира не проводился, в связи с зимними Олимпийскими играми в Калгари. Женщины начнут своё участие в Олимпийских играх с 1992 года.

## Женщины

### Спринт 5 км
| Место | Страна   | Спортсмен      | Время | Стр. |
| ----- | -------- | -------------- | ----- | ---- |
| 1     | ФРГ      | Петра Шааф     | …     | …    |
| 2     | Швеция   | Эва Корпела    | …     | …    |
| 3     | Норвегия | Анне Эльвебакк | …     | …    |

### Индивидуальная гонка на 10 км
| Место | Страна   | Спортсмен        | Время | Стр. |
| ----- | -------- | ---------------- | ----- | ---- |
| 1     | Норвегия | Анне Эльвебакк   | …     | …    |
| 2     | Норвегия | Элин Кристиансен | …     | …    |
| 3     | СССР     | Венера Чернышова | …     | …    |

### Эстафета 3 Х 5 км
| Место | Страна   | Спортсмен                                    | Время | Стр. |
| ----- | -------- | -------------------------------------------- | ----- | ---- |
| 1     | СССР     | Венера Чернышова Елена Головина Кайя Парве   | …     | …    |
| 2     | Норвегия | Элин Кристиансен Анне Эльвебакк Мона Болеруд | …     | …    |
| 3     | Швеция   | Эва Корпела Ингер Бьёркбом Миа Стадиг        | …     | …    |

## Зачет медалей
| Место | Страна   | Золото | Серебро | Бронза | Итого |
| ----- | -------- | ------ | ------- | ------ | ----- |
| 1     | Норвегия | 1      | 2       | 1      | 4     |
| 2     | СССР     | 1      | 0       | 1      | 2     |
| 3     | ФРГ      | 1      | 0       | 0      | 1     |
| 4     | Швеция   | 0      | 1       | 1      | 2     |